# Rozbrajanie Niemców przed Główną Komendą na placu Saskim w Warszawie
Rozbrajanie Niemców przed Główną Komendą na placu Saskim w Warszawie – obraz olejny namalowany przez polskiego malarza i ilustratora Stanisława Bagieńskiego w 1939, znajdujący się w zbiorach Muzeum Wojska Polskiego w Warszawie.

## Opis
Jesienią 1918 klęska kajzerowskich Niemiec była już nieunikniona. Wyczerpanie kraju, głód, bieda i klęski militarne na frontach I wojny światowej spowodowały wybuch rewolucji listopadowej, która przypieczętowała los cesarstwa. Zdemoralizowana armia niemiecka rozpadała się, toteż żołnierze wojsk okupacyjnych stawiali jedynie niewielki opór oddając broń i wyposażenie, żądając w zamian jednego – umożliwienia ewakuacji do Niemiec. 
Obraz ukazuje moment rozbrajania w listopadzie 1918 żołnierzy niemieckich przez Polską Siłę Zbrojną, Polską Organizację Wojskową oraz ludność Warszawy przed komendą główną garnizonu niemieckiego na placu Saskim.